# Bellville (Ohio)
Bellville es una villa ubicada en el condado de Richland en el estado estadounidense de Ohio. En el Censo de 2010 tenía una población de 1918 habitantes y una densidad poblacional de 269,48 personas por km².

## Geografía
Bellville se encuentra ubicada en las coordenadas 40°37′3″N 82°30′47″O / 40.61750, -82.51306. Según la Oficina del Censo de los Estados Unidos, Bellville tiene una superficie total de 7.12 km², de la cual 7.08 km² corresponden a tierra firme y (0.47%) 0.03 km² es agua.

## Demografía
Según el censo de 2010, había 1918 personas residiendo en Bellville. La densidad de población era de 269,48 hab./km². De los 1918 habitantes, Bellville estaba compuesto por el 97.71% blancos, el 0.52% eran afroamericanos, el 0.16% eran amerindios, el 0.05% eran asiáticos, el 0% eran isleños del Pacífico, el 0.05% eran de otras razas y el 1.51% pertenecían a dos o más razas. Del total de la población el 0.52% eran hispanos o latinos de cualquier raza.